# キングス・カレッジ・ロンドン
キングス・カレッジ・ロンドン（King's College London、略称 KCL）は、イギリス・ロンドンに本部を置く英国屈指の総合国立大学である。ロンドン大学連合の構成カレッジであり、日本ではロンドン大学キングス・カレッジとも呼ばれる。1829年に英国国教会によって設立された。

## 概要

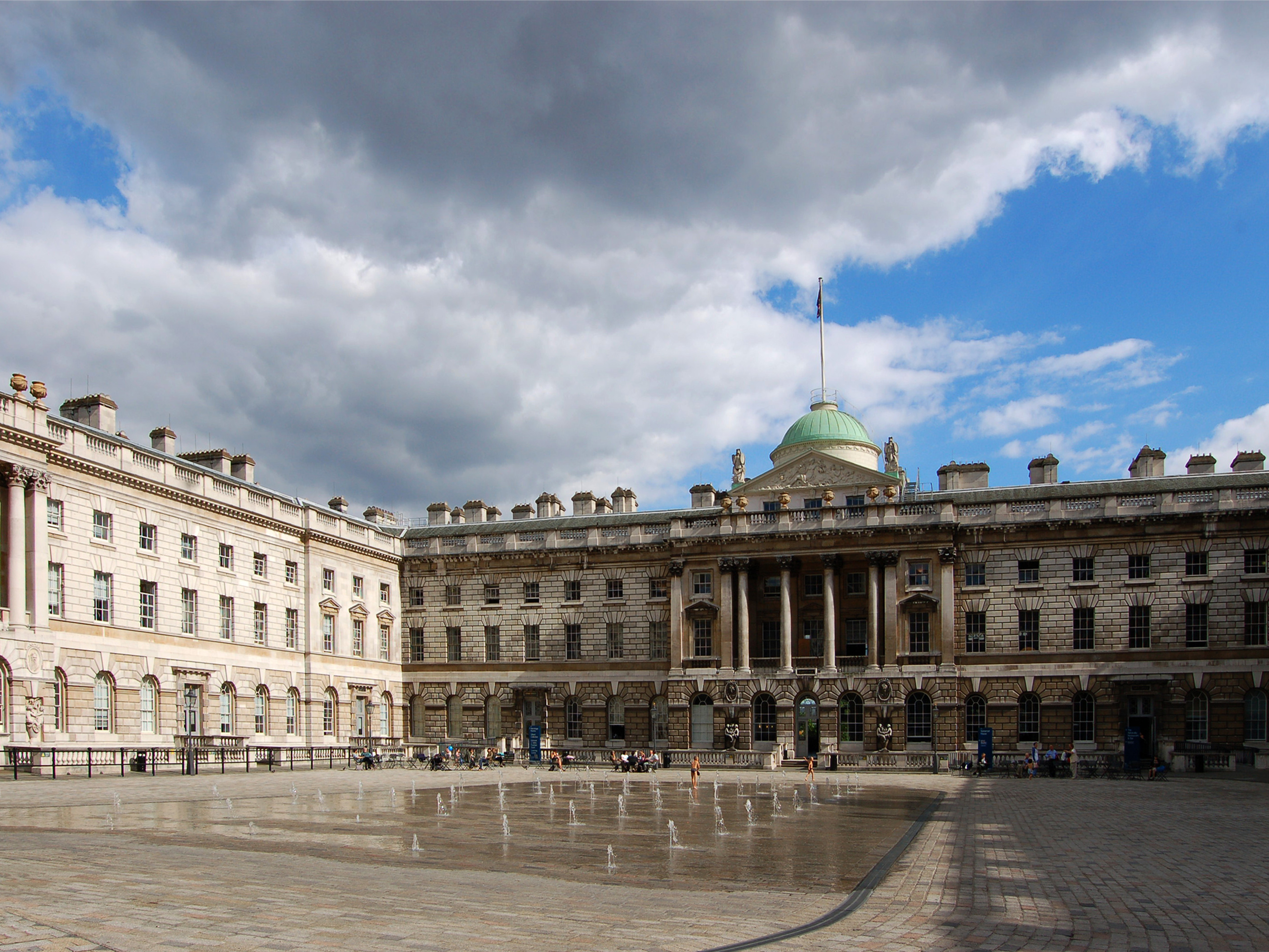
サマセット・ハウス

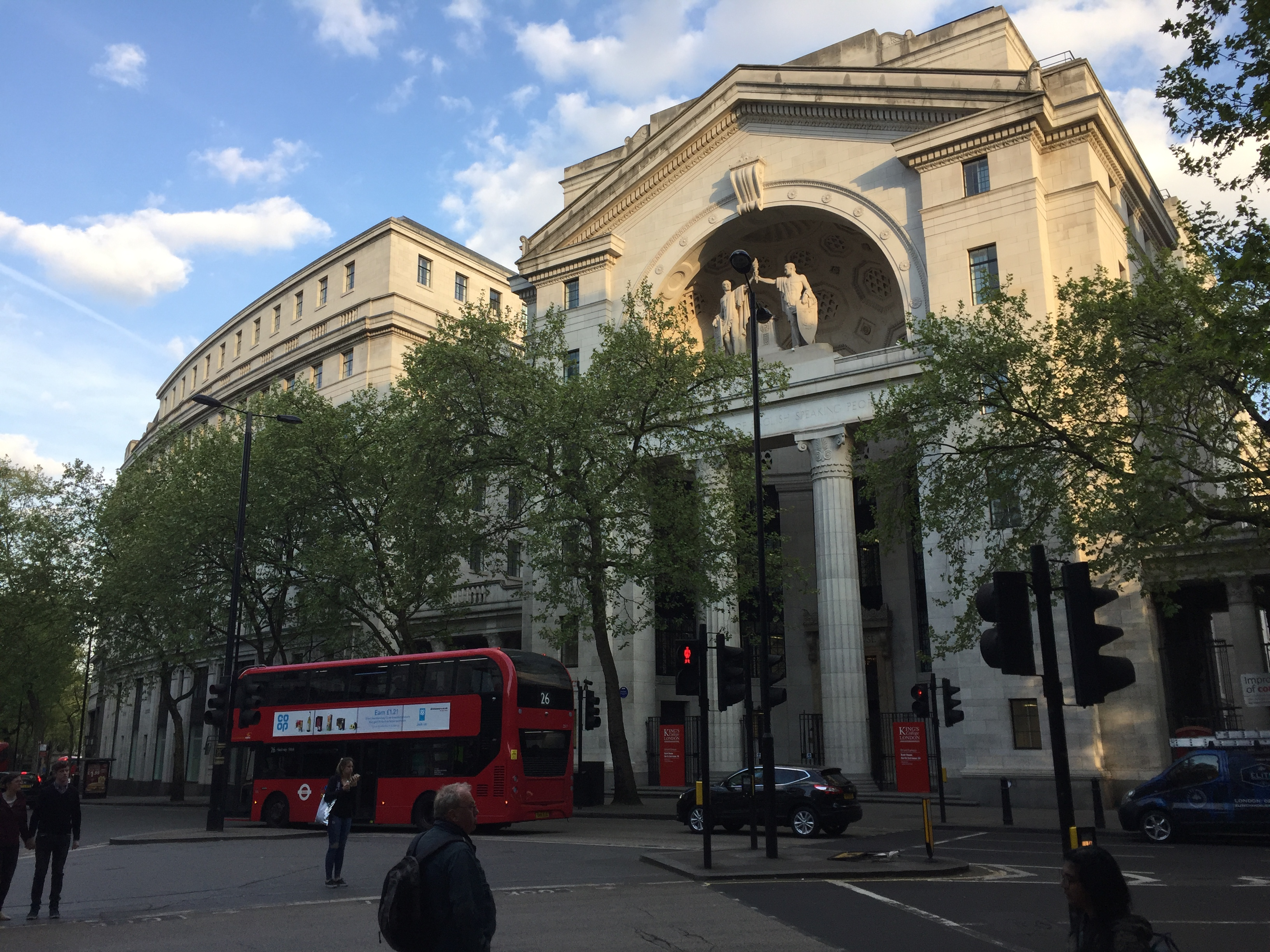
ブッシュ・ハウス

1829年にジョージ4世の勅令を受けて、首相であった初代ウェリントン公爵アーサー・ウェルズリーの下、英国国教会によって設立されたイングランドで4番目に古い大学である。ロンドンに5つのキャンパスを持つ総合大学で、学生数は3万名ほどで、ロンドン大学のカレッジの中で最大規模を誇る。
イギリスのエリート大学群であるゴールデン・トライアングル（英国版アイビー・リーグ）の1校で、イギリスの名門研究大学連盟ラッセル・グループの加盟校でもある。これまでに14名のノーベル賞受賞者を輩出している。
フローレンス・ナイチンゲールが本校で世界初の看護学校を設立したことも有名で、その背景もあり医学系の学科、特に看護学や歯学の分野で非常に評価が高く、世界ランキングで常にトップ5に位置している。
また、社会科学の分野においても影響力が強く、国際関係の分野では世界最高峰の大学の一つとして知られている。戦争学部を世界で唯一持つ大学であり、この学部は英国統合軍指揮幕僚課程の一部としても機能しているため、防衛・外交関係の研究機関として高い地位にある。
日本の私立大学2校のモデルになっている。キングス・カレッジ・ロンドン設立時の附属高校であるキングス・カレッジ・スクールは同校を訪れた福沢諭吉によって慶應義塾のモデルとされ、医学部は高木兼寛によって東京慈恵会医科大学のモデルとされた。

## 歴史
1829年、ジョージ4世の勅令を受けて英国国教会によって設立された。当時、オックスブリッジは男性・イギリス国教徒・貴族出身者のみに入学を許可していた。これに対し「万人に開かれた大学」を実現すべく、哲学者ベンサムが1826年に性、宗教、人種、政治思想による入学差別を撤廃したロンドン・ユニバーシティ（後のユニバーシティ・カレッジ・ロンドン）を設立した。
しかし、この動きは、既得権益を失う事を恐れたオックスフォード大学、ケンブリッジ大学や聖公会から激しい反発を受けた。ジョージ・ドイリー主教は非宗教的な大学の在り方を批判し、公開書簡の中でロンドン市内に対抗する宗教的で聖公会の意図を反映した大学機関の設立を提言した。この書簡に刺激を受けた時の首相ウェリントンは、1828年6月21日のジョージ4世が開いた本件に関する会議の中で議長を務め、大学設立は実現に向かっていった。こうして1829年8月14日のジョージ4世の勅許により、正式な設立となった。

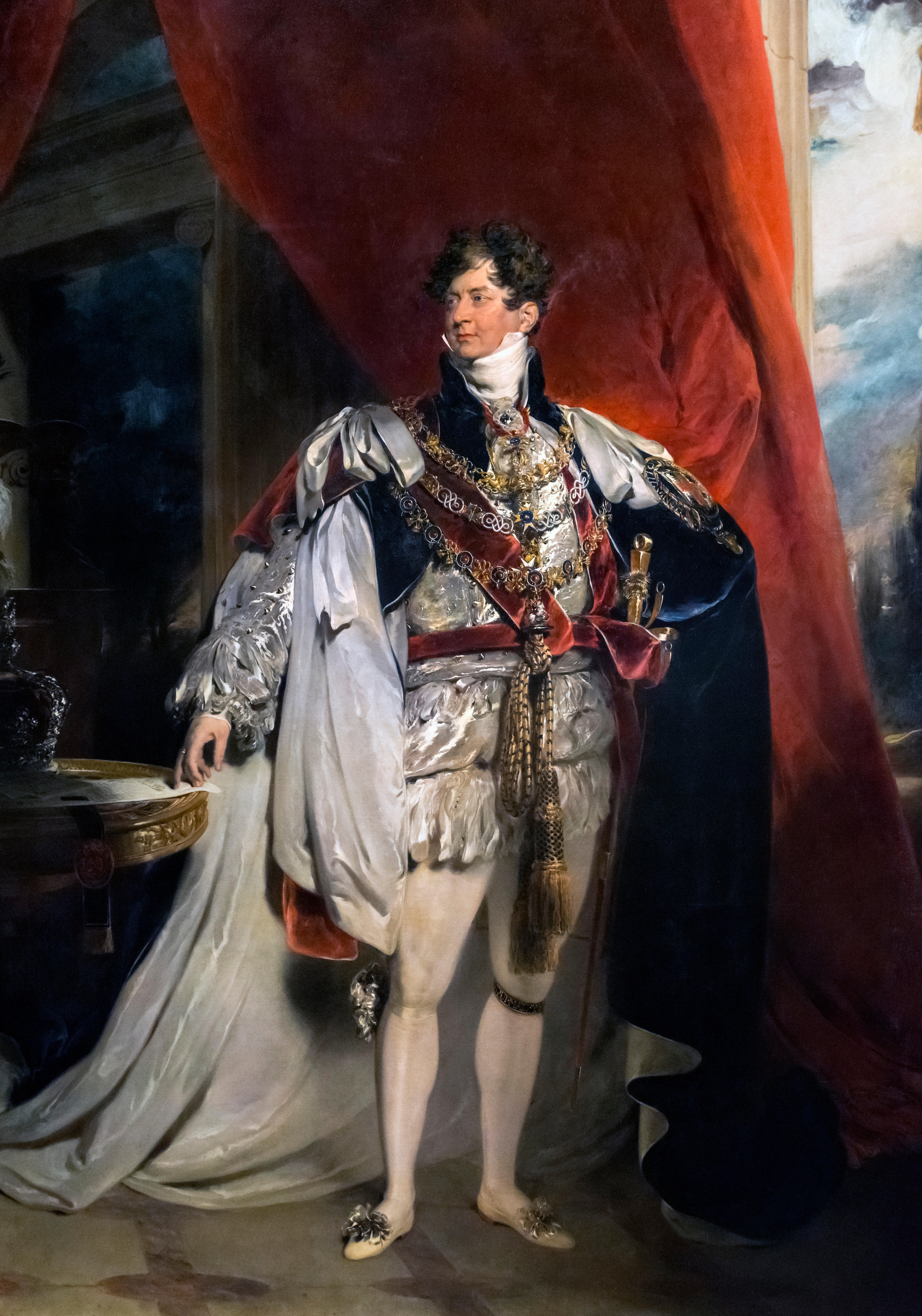
ジョージ4世

なお、このようなウェリントンの聖公会やカトリック救済法案への過剰な肩入れは、カトリック教会に対しほとんど完全な市民権を与えることになるとウィンチルシー伯ジョージ・フィンチ＝ハットンによる抗議があり、これは1829年3月21日のバターシー・パークにおける決闘へつながった。結果は両者とも意図的に相手を外した射撃によって決着した。KCL内でもこの決闘の日は特別な日として祝われており、様々なイベントが毎年の伝統的に開かれている。
こうして1831年に、オックスフォード大学に似た大学運営のKCLが開校した。しかしこのような設立経緯にもかかわらず、最初の入学案内書では非聖公会信徒の入学が認められている。開校時に提供されたコースは化学、英文学、商学である。
この時期はまだKCLもロンドン・ユニバーシティも、大学の学位の授与が出来なかった。これは特に、臨床実習を希望する医学専攻の学生にとって問題となった。そこで時の大法官であり、ロンドン・ユニバーシティ運営委員会の会長であったヘンリー・ブロハムが問題解決へ向けて関わることとなった。この経緯により、ブロハムはKCLの学長も兼ねるようになる。
当時イギリスでは、1つの都市で1つの機関のみが学位の発行の権限を持つ制約があった。そのため、政府がロンドン市内の2つの大学に学位発行権限を与えることは非現実的であった。この経緯から、2つの大学は統合の形で話し合いが行われ、1836年に2つの大学がカレッジになる形でロンドン大学が発足した。こうして、ロンドン大学のカレッジとして正式に発足したKCLは、夜間コースという形ではあるが女性・労働者階級に対しても開かれたカレッジとなる。
KCLの180年にわたる歴史の中では多くの重要な研究がなされ、中でもロザリンド・フランクリンとモーリス・ウィルキンスによるDNAの螺旋構造の発見は有名である。

## キャンパス
ストランドを中心にロンドン市内中心部のテムズ川沿いに4つのキャンパスと、デンマークヒルに1つのキャンパスがある。
- Strand campus
- Guy's campus
- Waterloo campus
- St Thomas' campus
- Denmark Hill campus

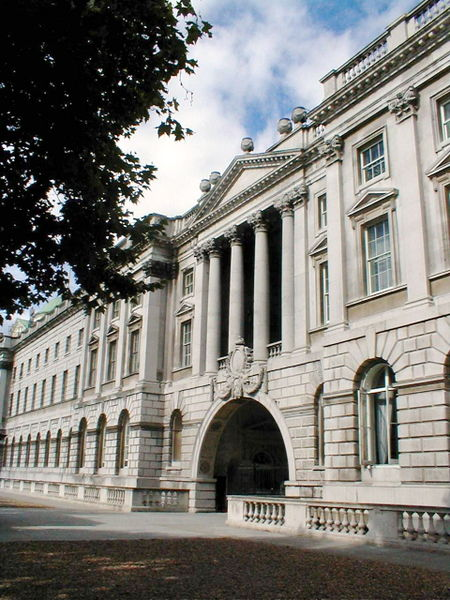
Strand Campus
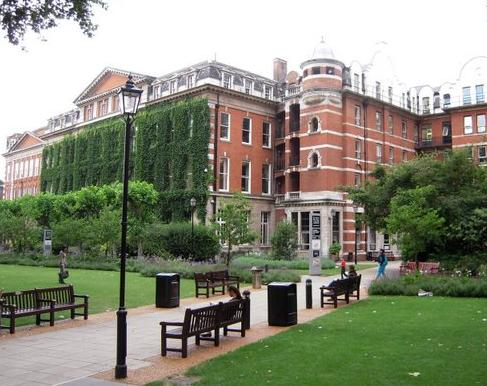
Guy's Campus
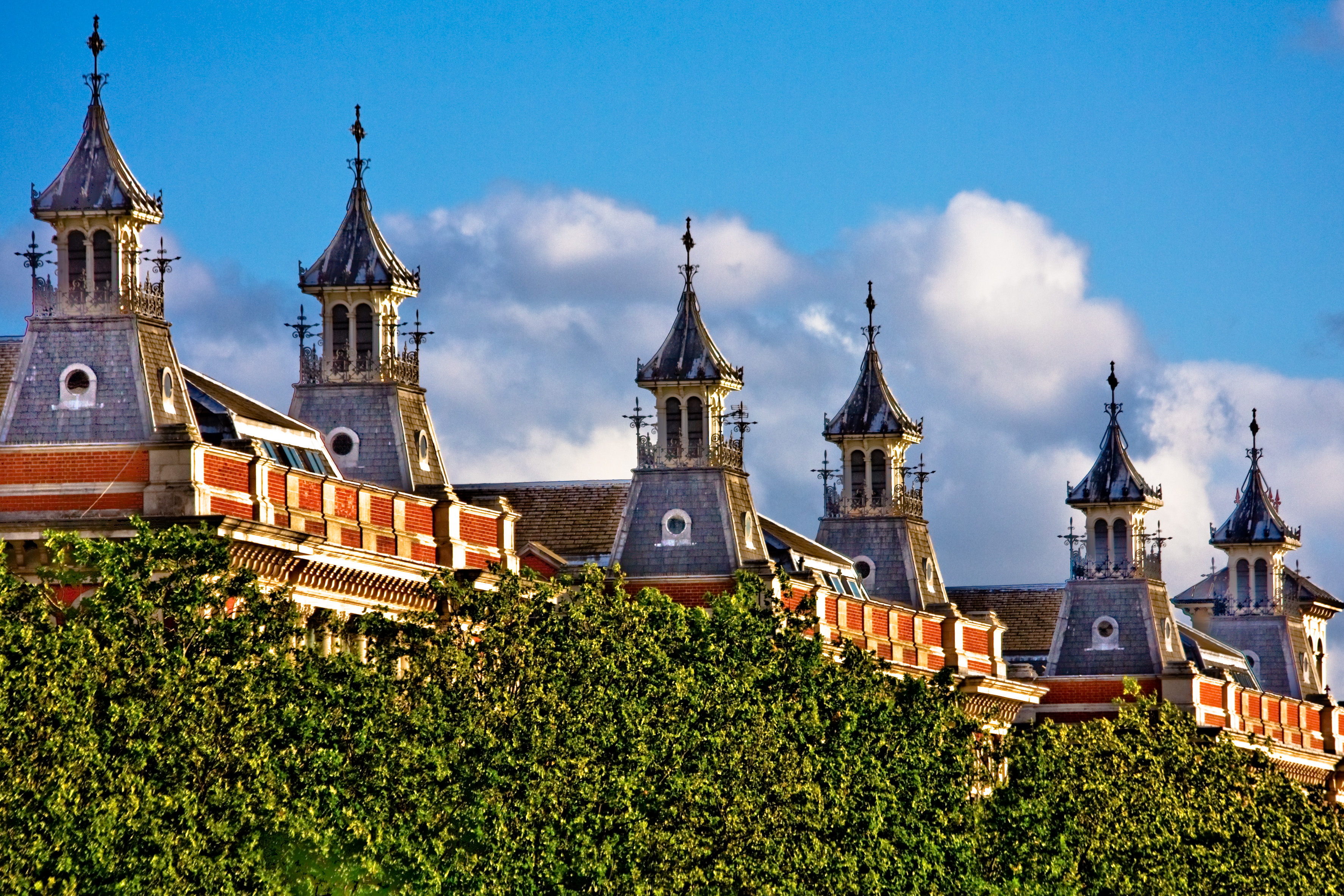
St Thomas' Campus
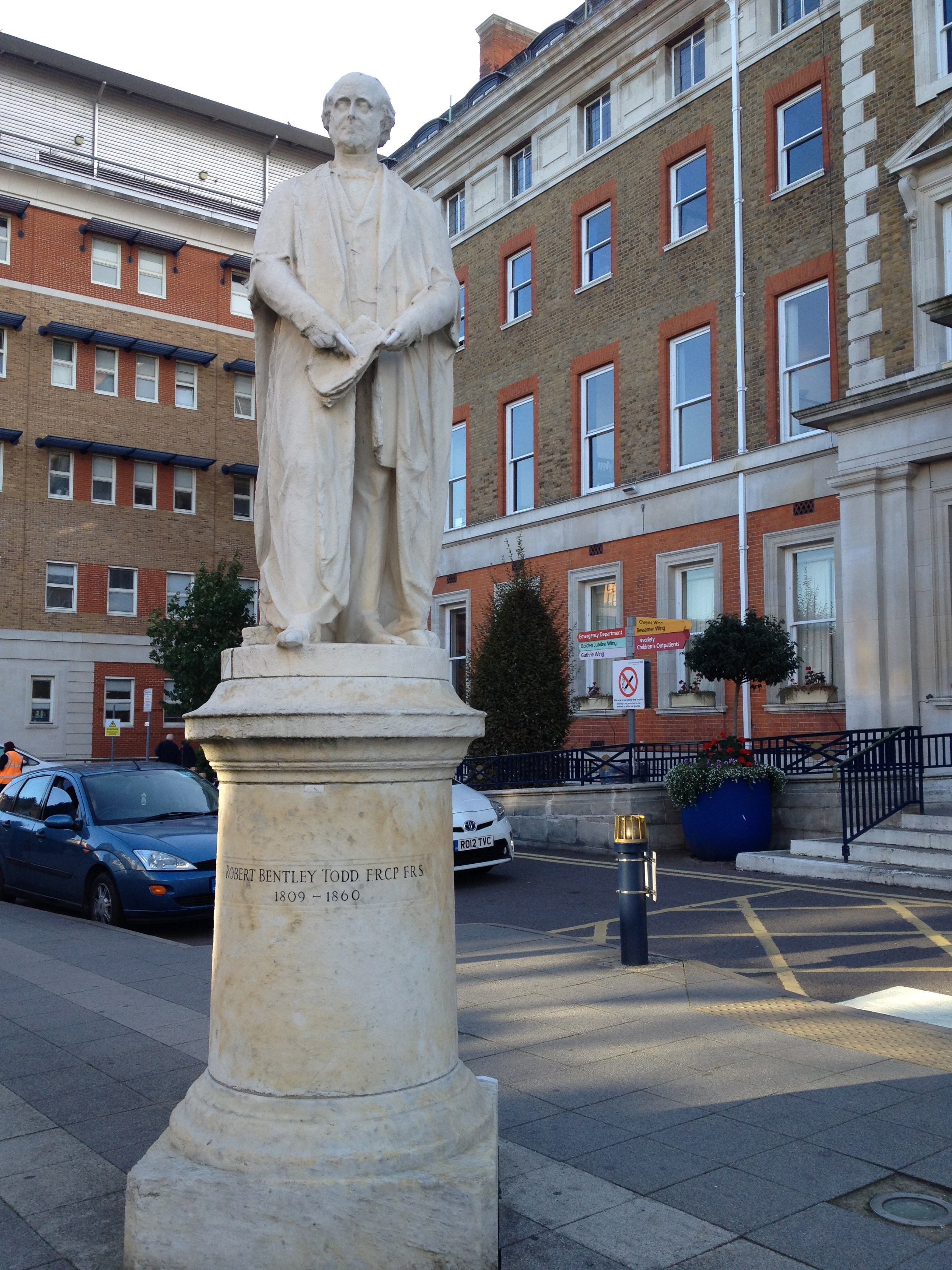
Denmark Hill campus
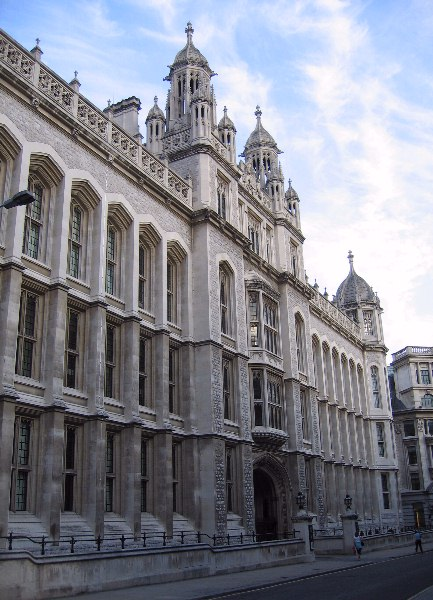
Maughan Library
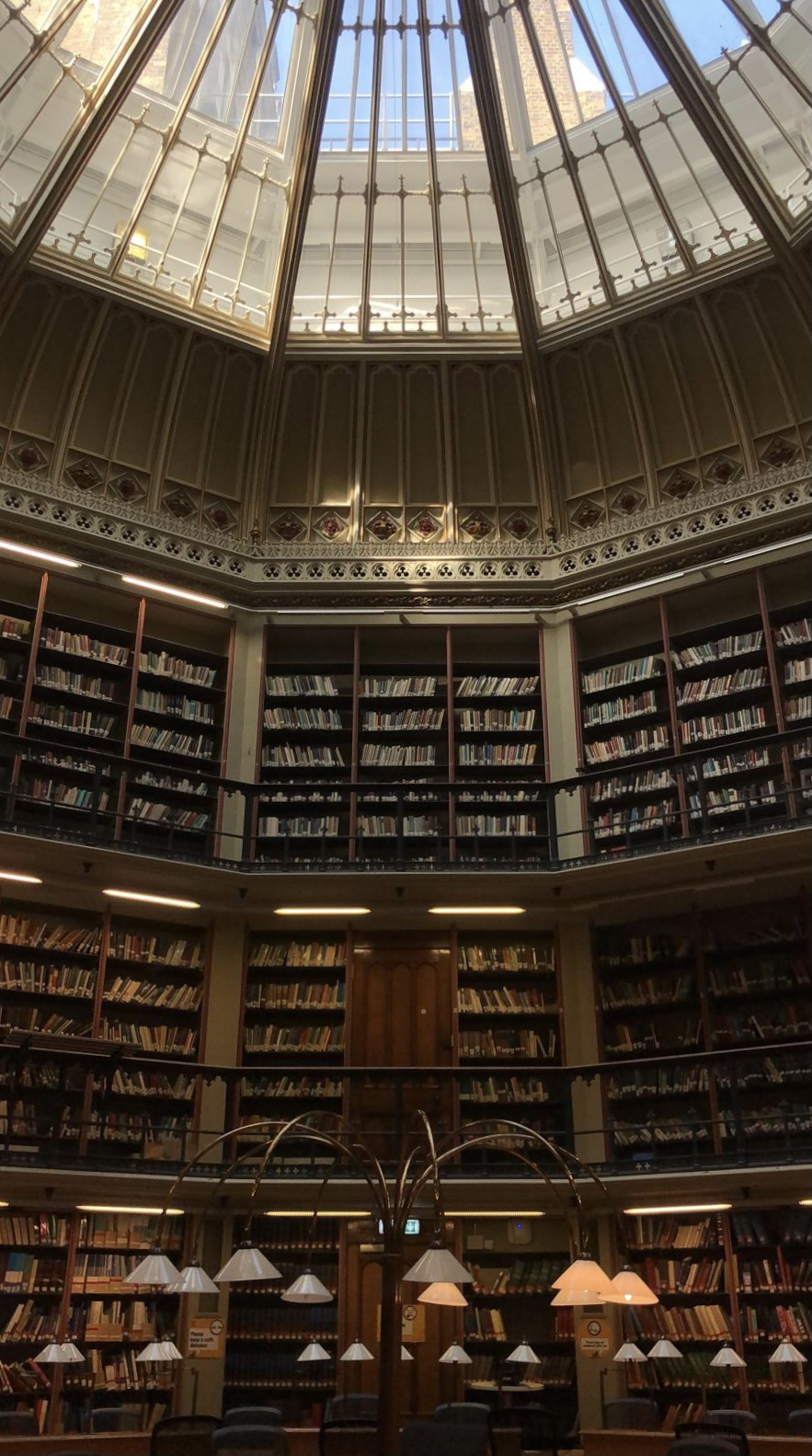
Maughan Library
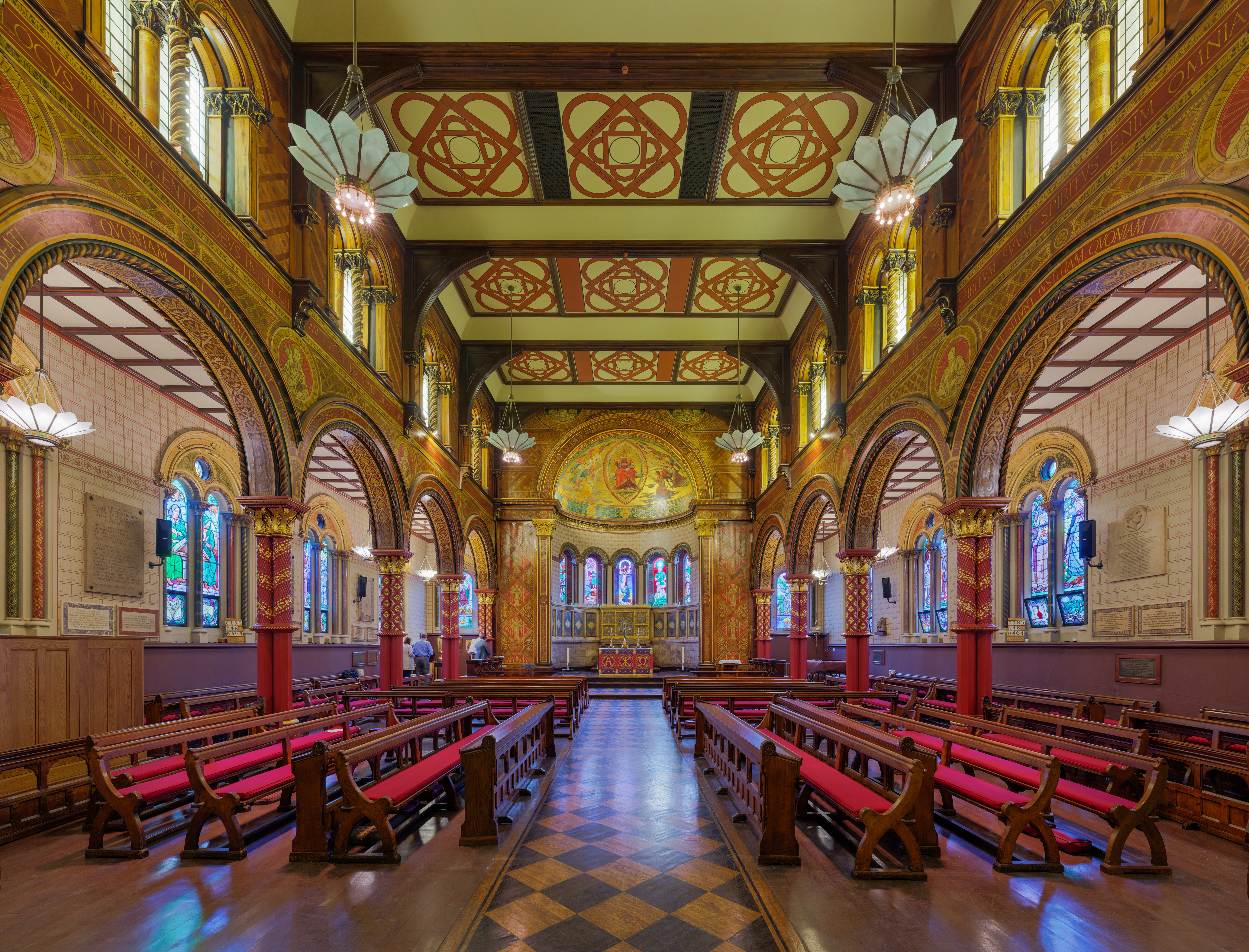
Chapel

## 組織
KCLは以下の学部、学科、スクールで構成されている。
- 教養・人文学部（Faculty of Arts and Humanities）
- 自然・数理科学部（Faculty of Natural and Mathematical Sciences）
- 生命科学・医学部（Faculty of Life Sciences and Medicine）
- 社会科学・公共政策学部（Faculty of Social Science and Public Policys
  - 政治・経済学部（School of Politics & Economics）
    - 欧州・国際学部（Department of European & International Studies）
    - 政治経済学部（Department of Political Economy）
    - ロシア研究所（King’s Russia Institute）

  - 教育・コミュニケーション・社会学部（School of Education, Communication & Society）
  - 国際関係学部（School of Global Affairs）
  - 安全保障学部（School of Security Studies）
    - 防衛学部（Department of Defence Studies）
    - 戦争学部（Department of War Studies）
- 歯学研究所（Dental Institute）
- 精神医学研究所（Institute of Psychiatry, Psychology and Neuroscience）
- ディクソン・プーン法律学校（The Dickson Poon School of Law） - 香港の実業家、ディクソン・プーン卿からの寄付を称えて改名された
- フローレンス・ナイチンゲール看護・助産・緩和ケア学部（Florence Nightingale Faculty of Nursing, Midwifery and Palliative Care）
- キングス・ビジネス・スクール（King's Business School）

## 評価
ここでは外部機関の評価について述べる。

### ランキング
2023年版のTHE世界大学ランキングでは世界35位、QS世界大学ランキングでは世界37位と評価されている。
分野別の評価では、2023年版のTHE世界大学ランキングにおいて、臨床医学(Clinical&Health)が世界10位、心理学が世界8位と評価されている。2021年版のQS世界大学ランキングでは、生命科学が世界15位、看護学が世界2位、歯学が世界1位、薬学が世界20位、政治学が世界15位、哲学が世界8位、法学が世界15位、歴史学が世界14位、神学が世界17位、心理学が世界20位と評価されている。

### 合格率と難易度
ロンドン大学が2018年に発表したデータによると、KCLの学部入学志望者39102人のうち、4728人が実際入学した。換算すれば合格率が約１２％で、倍率が８.３だった。また大手留学斡旋会社であるBeoによると入学難易度は超難関とされている。

### 研究水準
英国の大学研究力を測る指標としてREF（Research Excellence Framework）がある。REFはイギリス政府が同国の研究機関に対して行う研究成果の公的な調査および査定である。イギリスの研究機関で行われている研究を36の分野に分け、その分野の専門家がお互いの研究成果を査定し、イギリス政府はその結果に基づいて国内の研究機関への資金配分を決める。REFは2008年までResearch Assessment Exercise （RAE） と呼ばれていたものを質・規模の観点から再構築したものである。
2014年12月18日発表のREF2014年によると、KCLで行われている研究の平均水準（GPA）はイギリス第7位である。評価方法が変更されているので正確な比較はできないが、これは2008年RAEの22位から大きく飛躍したものである。特に評価の高い分野は法学と医学であり、それぞれが1位、3位といった評価を受けている。　
法学教育においては、イギリス国内でもっとも歴史のある大学のひとつであり、Law Schoolは「イギリス国内のトップ5に入るLaw Schoolとして広く認識されている（recognised globally as one of the UK's top five law schools）」との評価を得ている （Guardian University Guide 2011: Law）。

## 関係者

### 教員
- アナトール・リーヴェン（作家、軍事評論家、政策アナリスト）
- ピーター・ヘザー（歴史学者）
- 渋谷健司（公衆衛生学者） - 元教授
- 山内進（法制史家、一橋大学名誉教授） - 客員教授

### ノーベル賞受賞者
- 1917年 チャールズ・バークラ（物理学賞）- 物理学者。 元素の特性X線の発見。
- 1928年 オーエン・リチャードソン（物理学賞）- 物理学者。熱電子の研究およびリチャードソン効果の発見。
- 1929年 フレデリック・ホプキンズ（生理学・医学賞）- 医学者。成長を促進するビタミンの発見。トリプトファンの発見。
- 1932年 チャールズ・シェリントン（生理学・医学賞）- 医学者。シナプスの命名者。神経細胞の機能に関する発見。
- 1947年 エドワード・アップルトン（物理学賞）- 物理学者。上層大気の物理的研究、特にアップルトン層の発見。
- 1951年 マックス・タイラー（生理学・医学賞）- 医学者。黄熱ウイルスの単離。黄熱ワクチンの開発。
- 1962年 モーリス・ウィルキンス（生理学・医学賞）- 医学者。X線回折によるDNAの構造研究。
- 1984年 デズモンド・ムピロ・ツツ（平和賞）- 南アフリカの牧師、平和運動家。アパルトヘイト撤廃運動で活躍。
- 1988年 ジェームズ・ブラック（生理学・医学賞）- 医学者。ヒスタミンH2受容体遮断薬シメチジンの開発。薬物療法における重要な原理の発見。
- 2010年 マリオ・バルガス・リョサ（文学賞）- 小説家。主な作品は『都会と犬ども』『緑の家』『世界終末戦争』。
- 2013年 マイケル・レビット（化学賞）- 化学者。複雑な化学システムのためのマルチスケールモデルの開発。
- 2013年 ピーター・ヒッグス（物理学賞）- 物理学者。ヒッグス粒子の発見。質量の起源の理解につながる機構の発見。
- 2020年 マイケル・ホートン（生理学・医学賞）（ウイルス学者、C型肝炎の発見）
- 2020年 ロジャー・ペンローズ（物理学賞）ブラックホールの存在を理論的に証明。

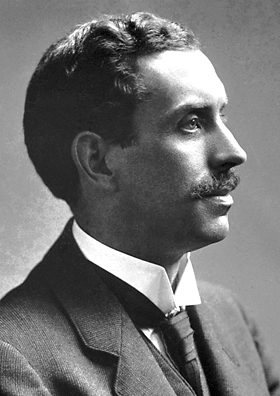
チャールズ・バークラ
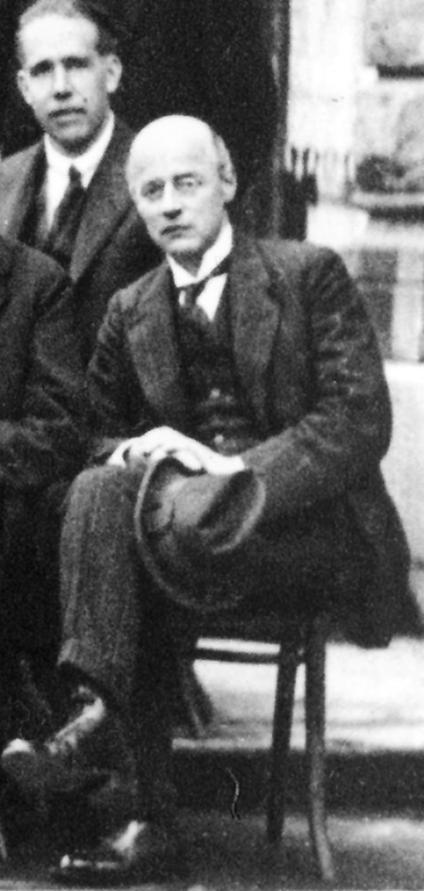
オーエン・リチャードソン
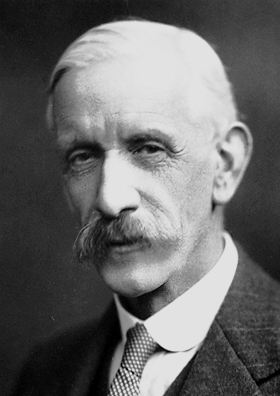
フレデリック・ホプキンズ
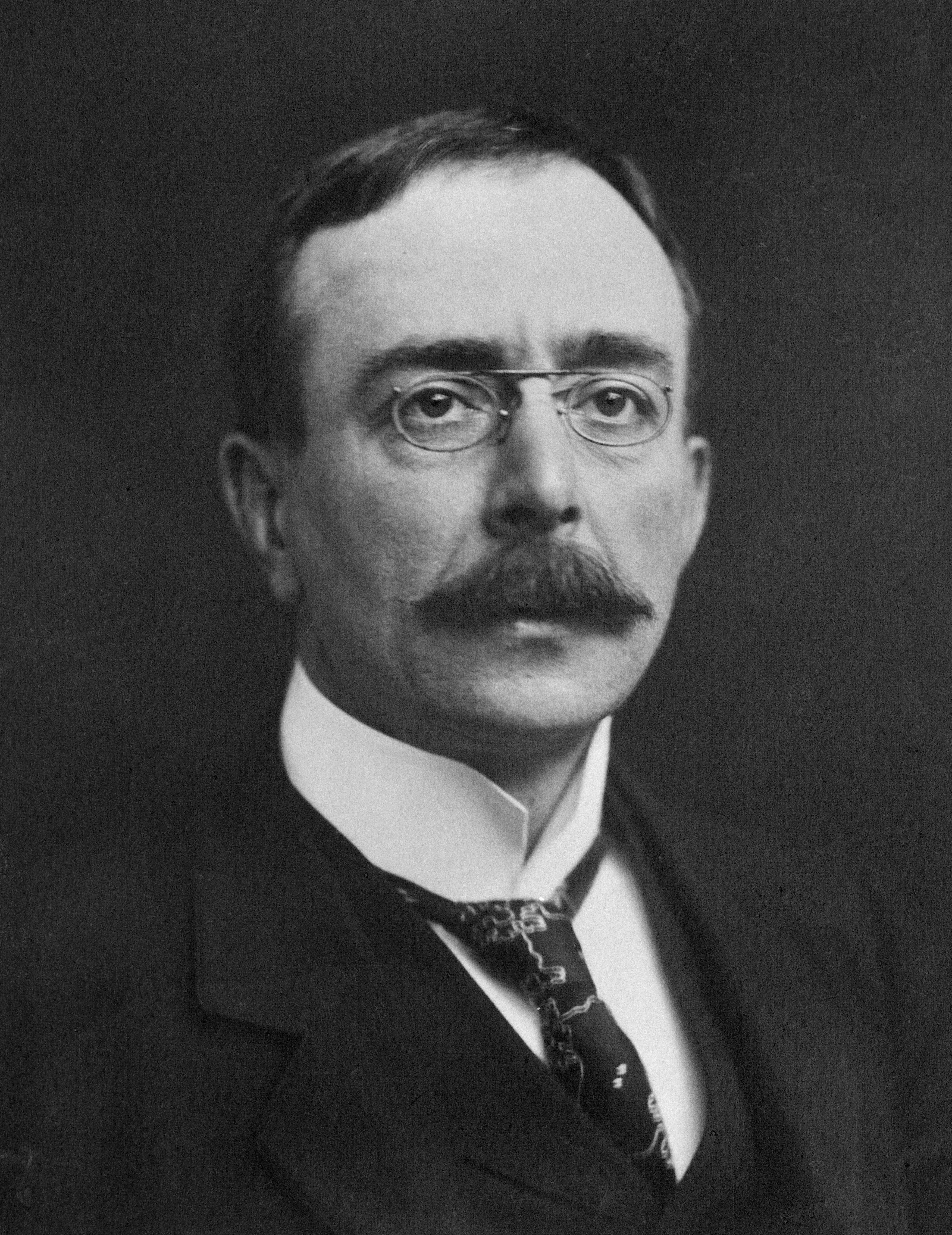
チャールズ・シェリントン
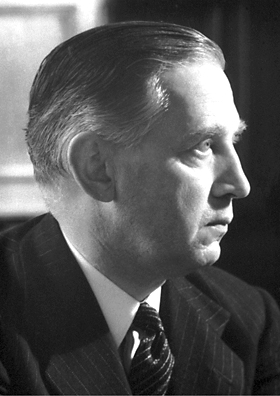
エドワード・アップルトン
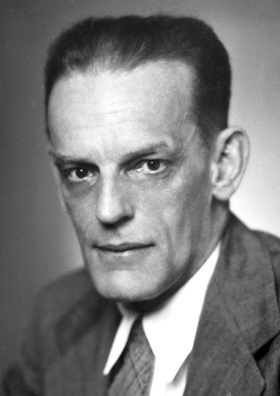
マックス・タイラー
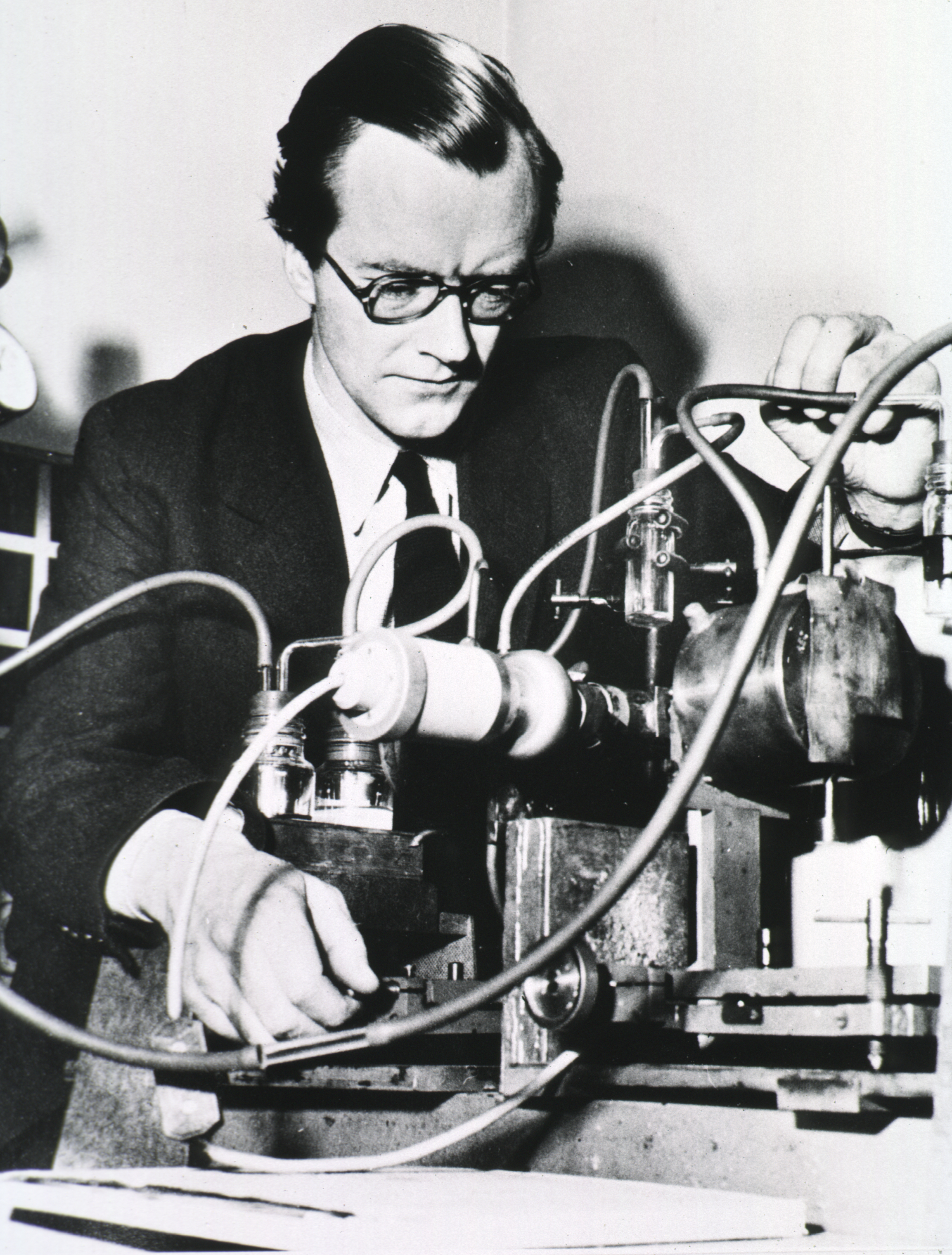
モーリス・ウィルキンス
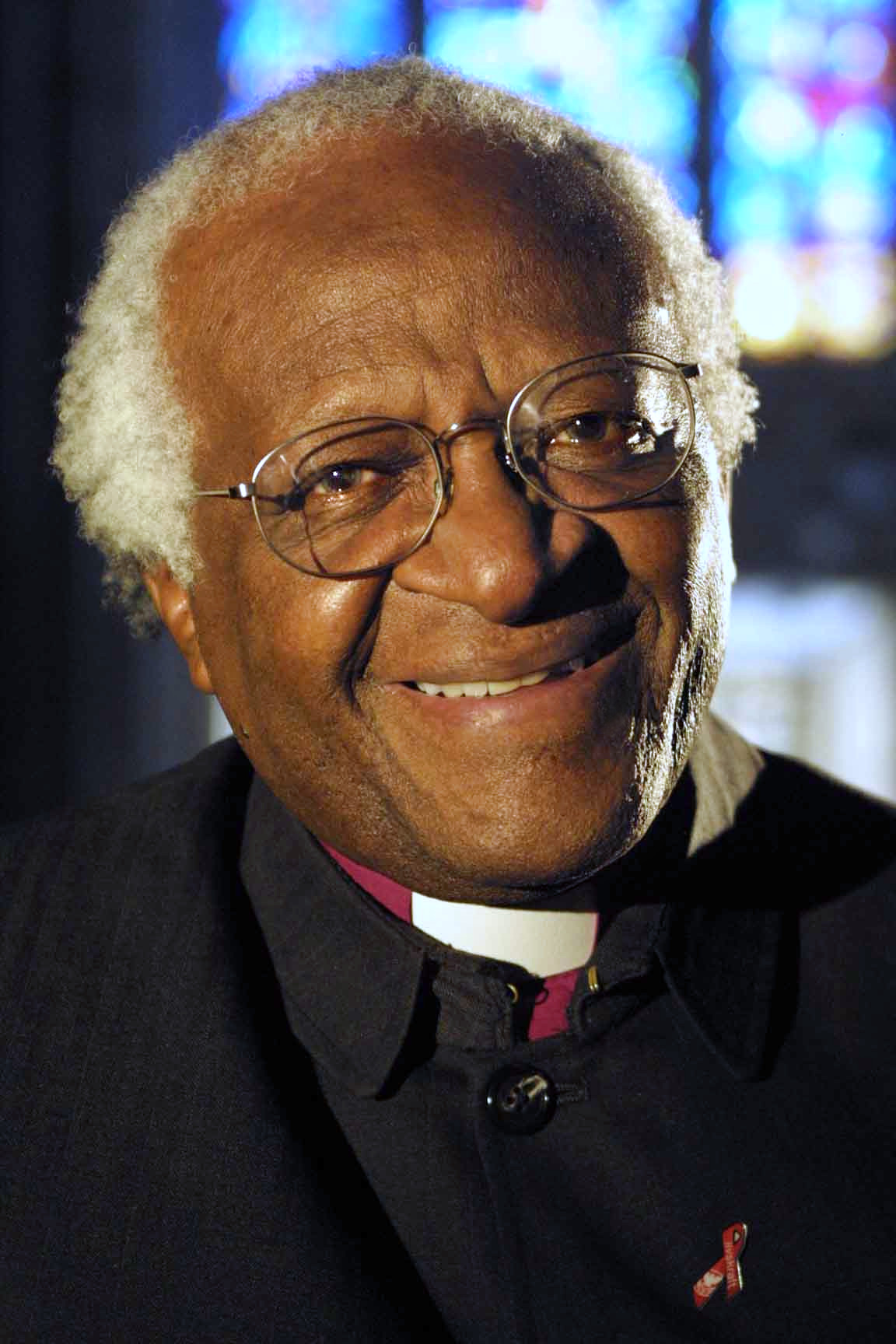
デズモンド・ムピロ・ツツ
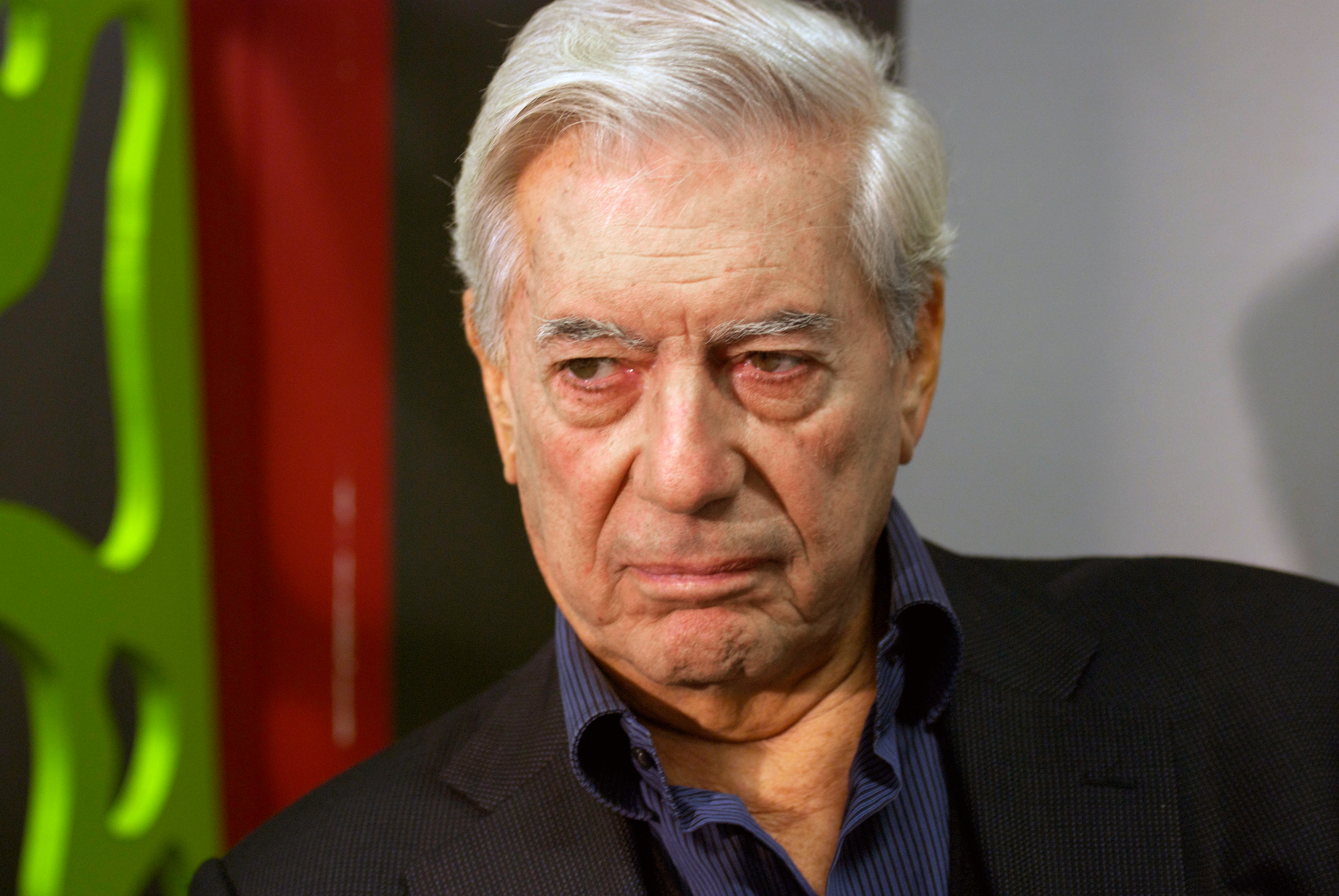
マリオ・バルガス・リョサ
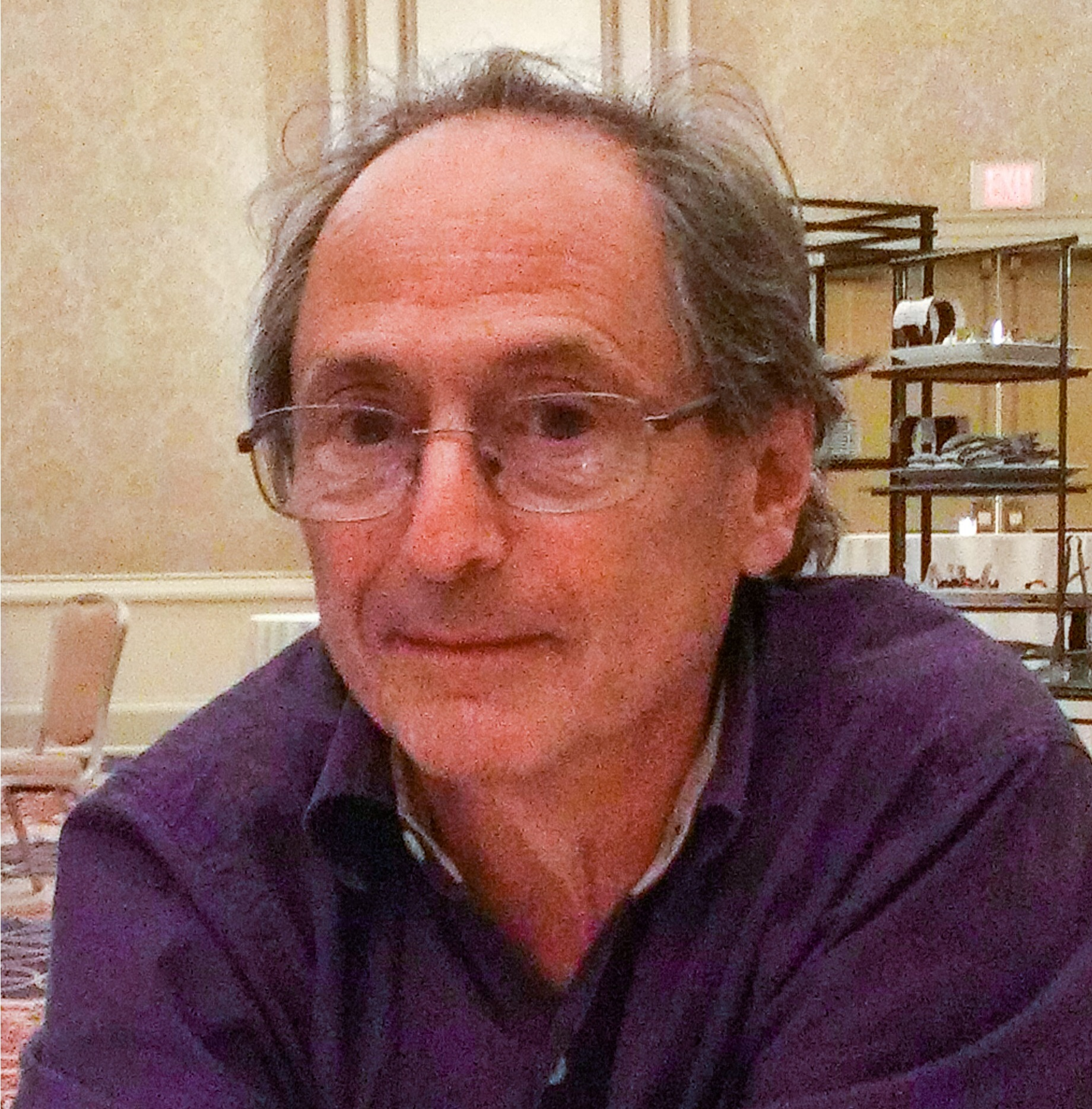
マイケル・レビット
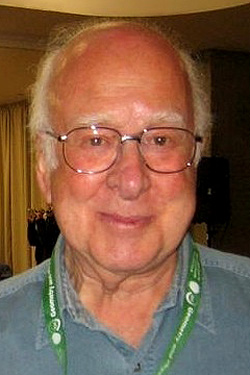
ピーター・ヒッグス

### 主な出身者

#### 自然科学・医学
- ピーター・ヒッグス（1929年 -、理論物理学者、ノーベル物理学賞受賞者）
- マイケル・レヴィット（1947年 - 、生物物理学者、ノーベル化学賞受賞者）
- フレデリック・ホプキンズ（1861年 - 1947年、生化学者、ノーベル生理学・医学賞受賞者）
- マックス・タイラー（1899年 - 1972年、ウイルス学者、ノーベル生理学・医学賞受賞者）
- マイケル・ホートン（ウイルス学者、C型肝炎の発見者、ノーベル生理学・医学賞受賞者）
- トーマス・ホジキン（1798年 - 1866年、病理学者、ホジキンリンパ腫（ホジキン病）の報告）
- トーマス・アジソン（Thomas Addison、1793年 -1860年、内科医、アジソン病（慢性原発性副腎皮質機能低下症）の報告）
- パトリック・ステプトー（Patrick Steptoe、産婦人科医、ロバート・G・エドワーズと共に体外受精技術の開発者）
- スーザン・スタンドリン（Susan Standring、神経学者、グレイ解剖学第41版編集主任）
- 高木兼寛 （嘉永2年9月15日〈1849年10月30日〉 - 大正9年〈1920年〉、医学者、東京慈恵会医科大学創設者、海軍軍医総監）
- 高木喜寛 （医学者、東京慈恵会医科大学第二代学長）
- 中谷宇吉郎（1900年〈明治33年〉 - 1962年〈昭和37年〉、物理学者、随筆家、北海道帝国大学教授）
- 進藤奈邦子（医師、感染症学者、セント・トーマス病院にて外科研修、WHOメディカル・オフィサー）

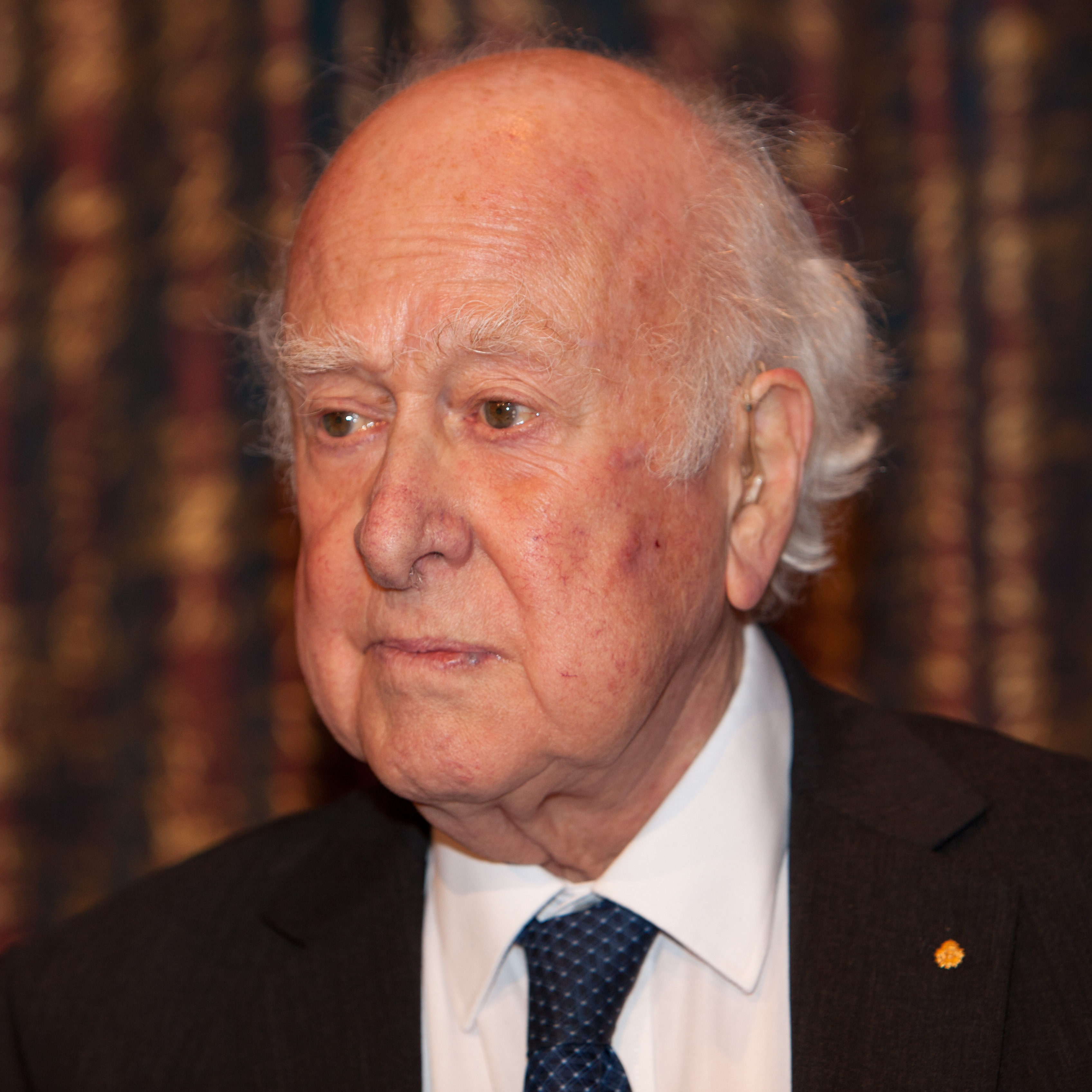
ピーター・ヒッグス
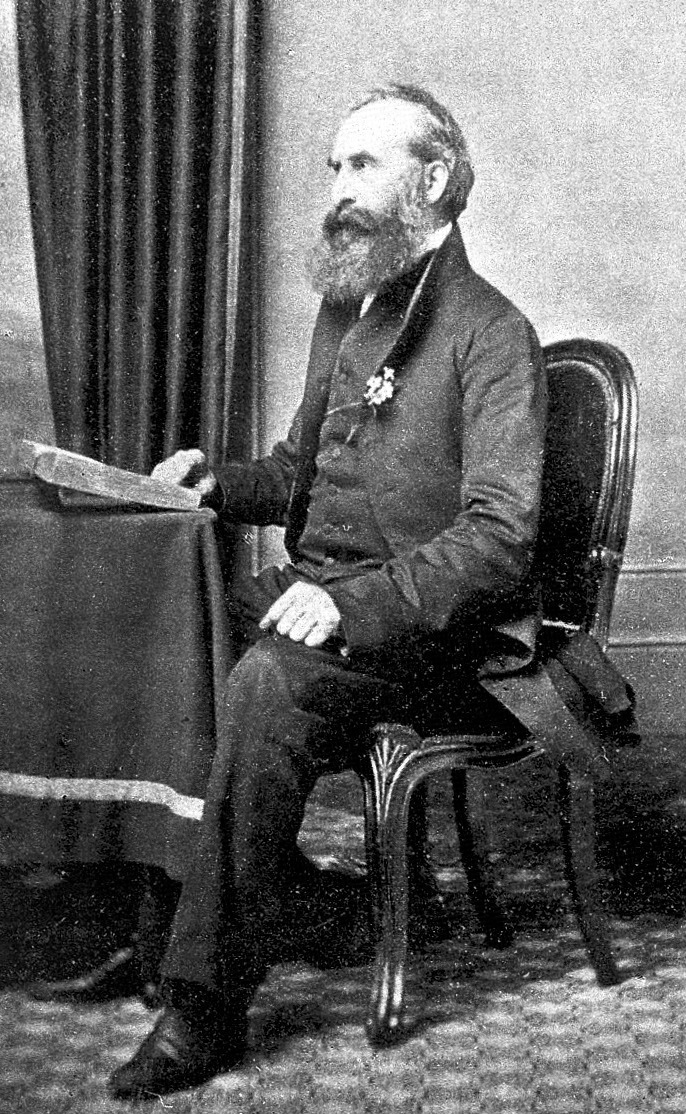
トーマス・ホジキン
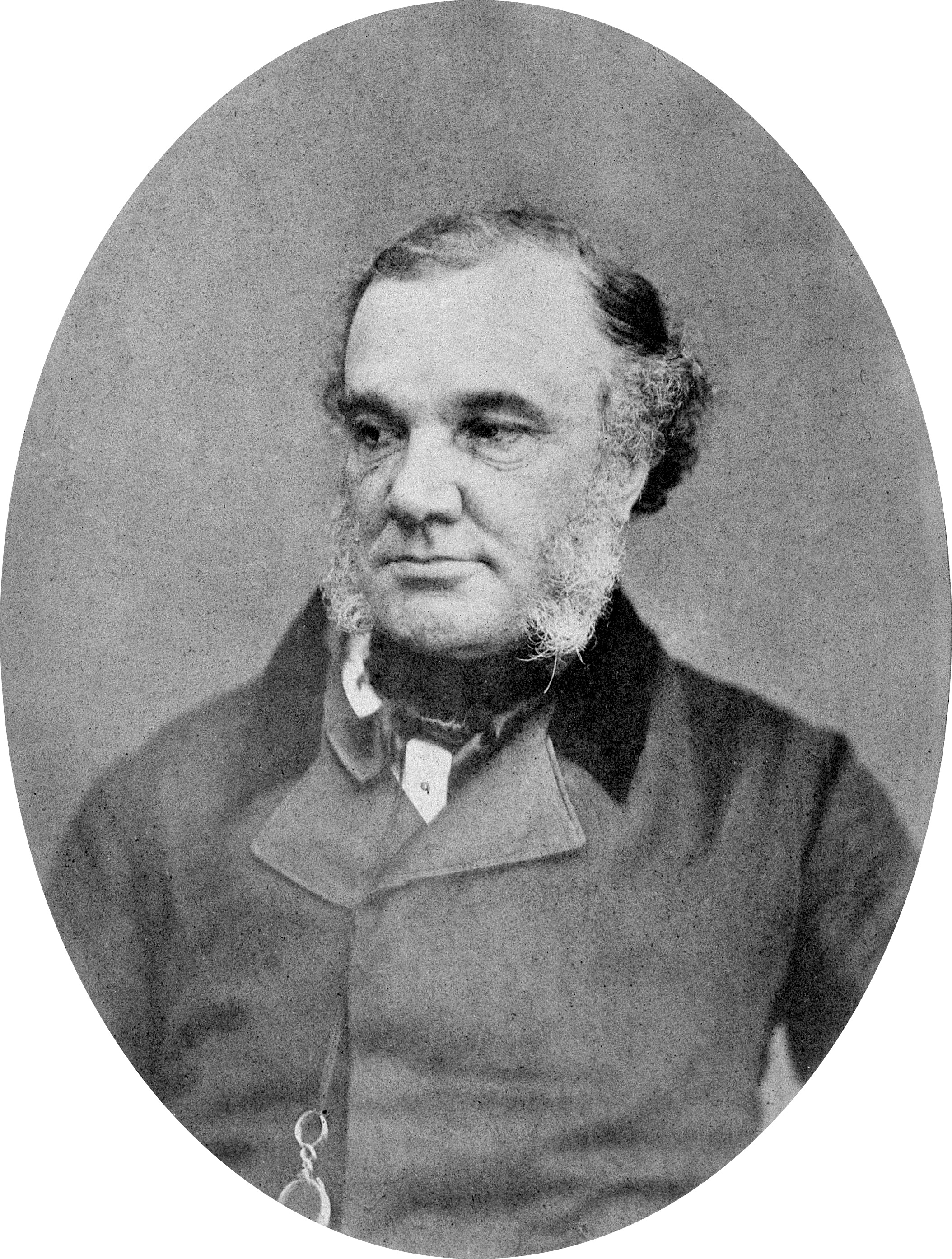
トーマス・アジソン
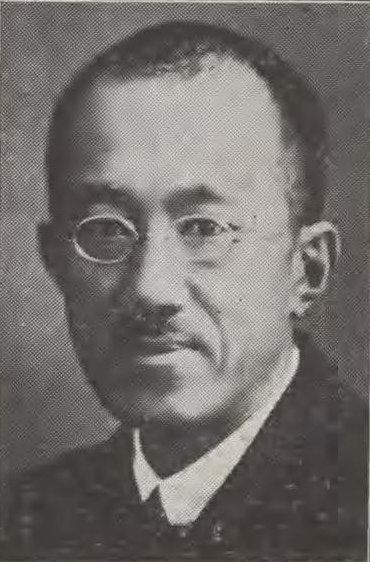
高木喜寛
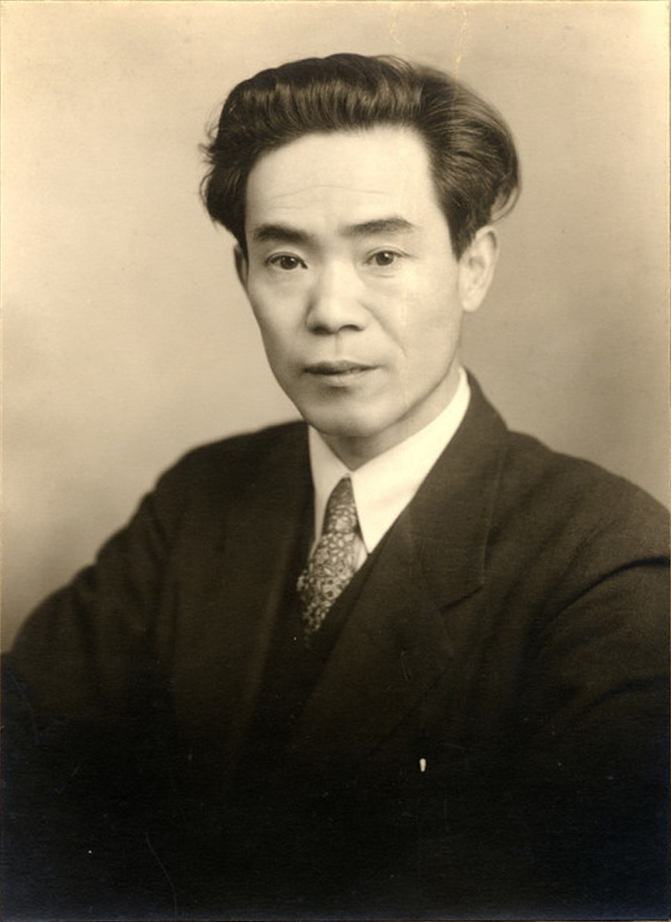
中谷宇吉郎
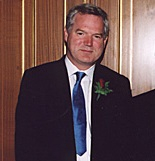
マイケル・ホートン

#### 政治家・官僚
- 林董（1850年〈嘉永3年〉 - 1913年〈大正2年〉、幕臣、外交官、政治家、元外務大臣、伯爵、幕命による留学）
- 望月小太郎（1866年 - 1927年、衆議院議員、憲政会総務、ジャーナリスト、三大「ハイカラ」の一人）
- デヴィッド・オーウェン（1938年 - 、イギリス元外務大臣、医師）
- タソス・パパドプロス（1934年 - 2008年12月12日、キプロス第五代大統領）
- アン・マクレラン（1950年 - カナダ元副首相）
- グラフコス・クレリデス（1919年 - 2013年、キプロス第四代大統領）
- マルーフ・バヒート（1947年 - 、元ヨルダン首相）
- フランス＝アルベール・ルネ（1935年 - 、セーシェル共和国第二代大統領）
- リンデン・ピンドリング（1930年 - 2000年、元バハマ国初代首相、建国の父）
- ゴッドフリー・ビナイサゴッドフリー・ビナイサ（1920年 - 2010年、ウガンダ元大統領）
- ペトル・パヴェル（1961年 - 、元軍人、チェコ第四代大統領）

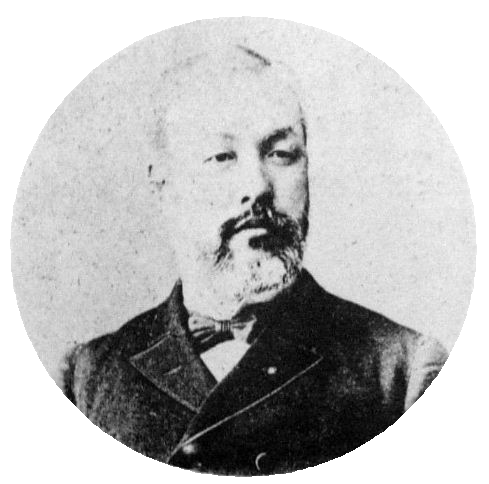
林董
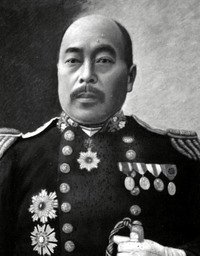
高木兼寛
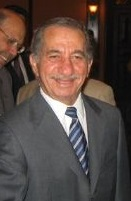
タソス・パパドプロス
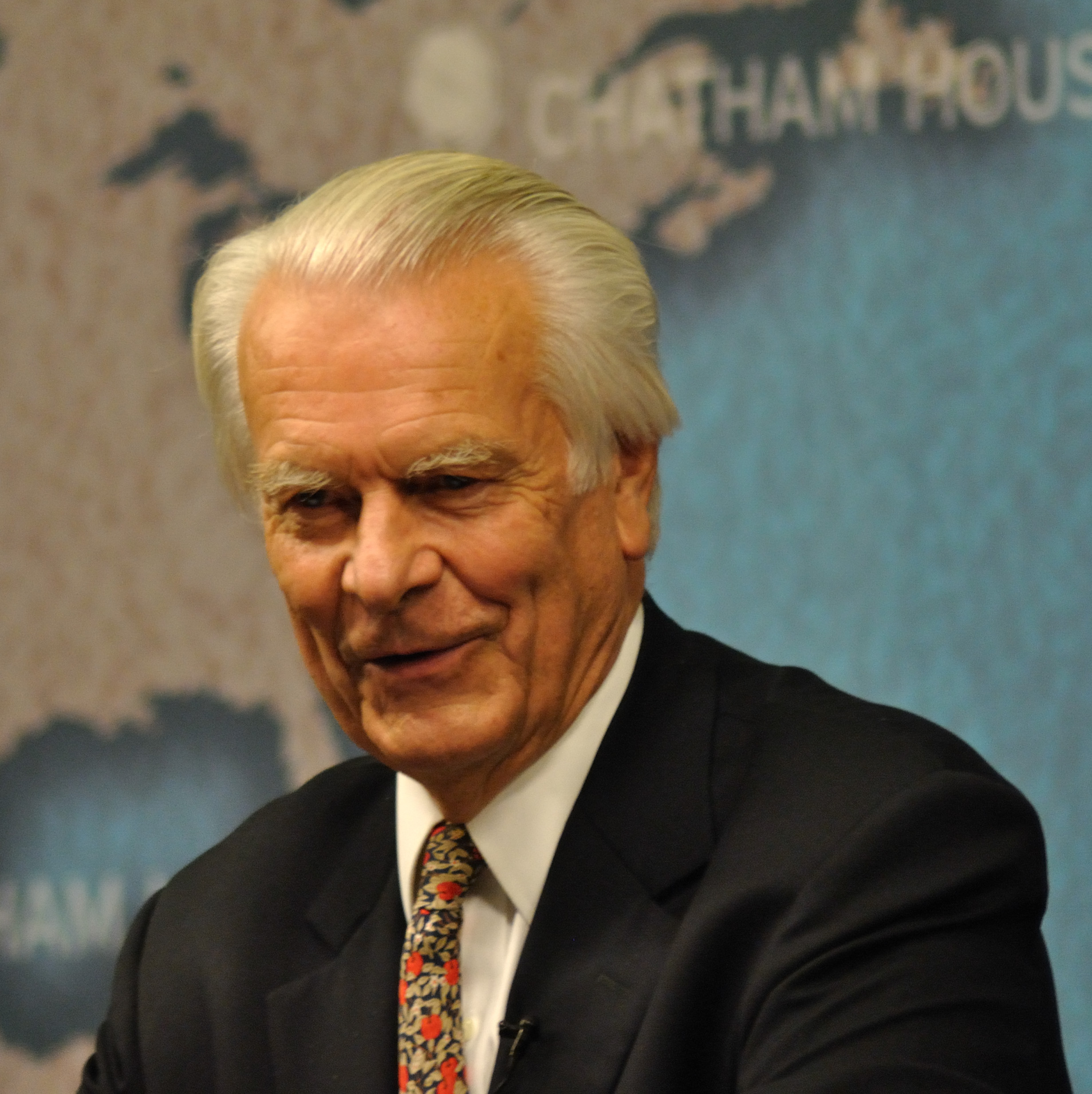
デヴィッド・オーウェン
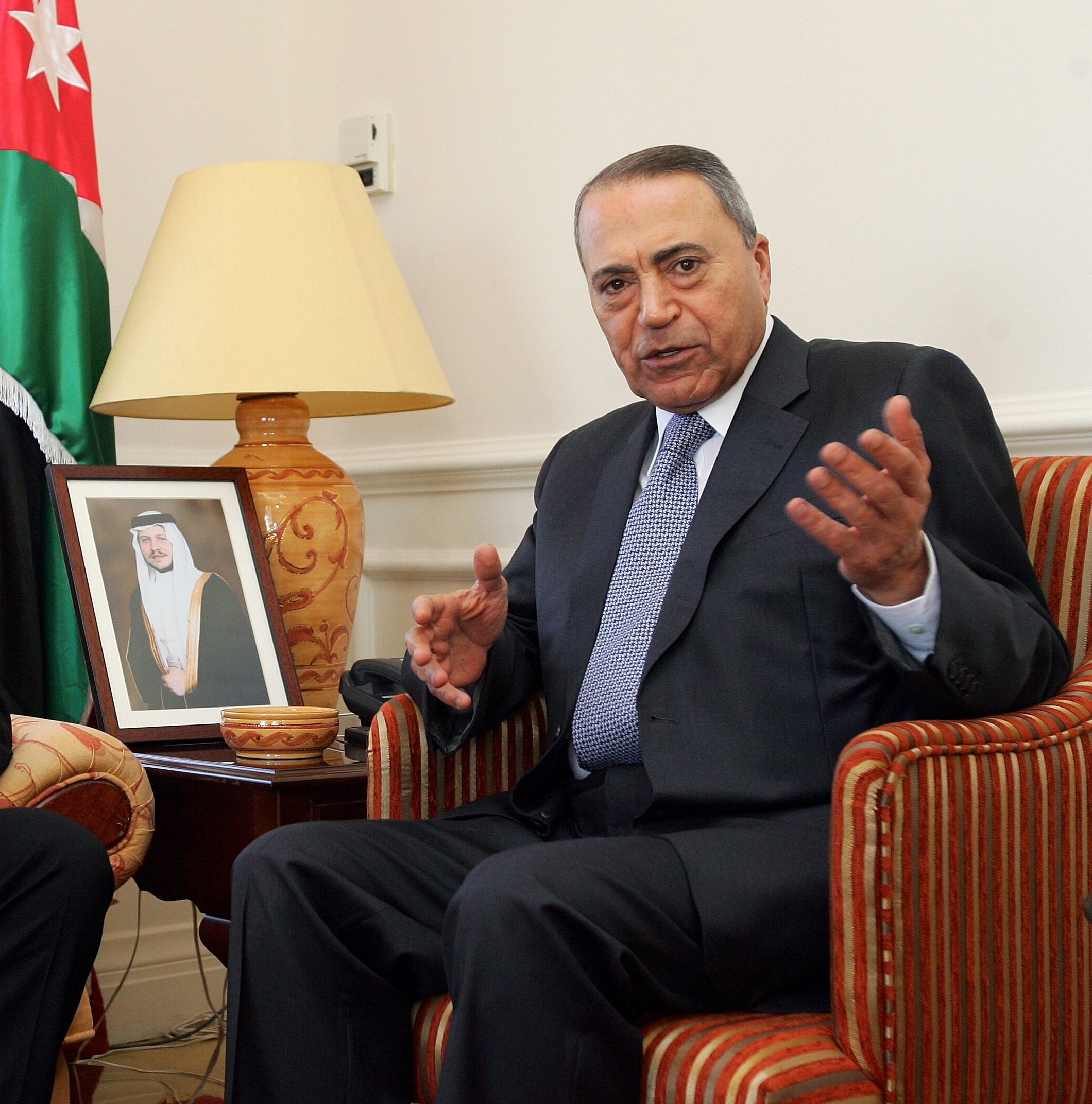
マルーフ・バヒート

#### 人文・社会科学・法学
- 小泉信吉（1849年 - 1894年、慶應義塾長、横浜正金銀行支配人、小泉信三の父）
- 穂積陳重（1855年 - 1926年、法学者、東京帝国大学法学部長、英吉利法律学校〈中央大学の前身〉創立者の一人）
- 岡村輝彦（大審院判事、弁護士、中央大学第3代学長)
- 井上十吉（1862年 - 1929年、英語学者、和英辞典編纂者）
- デズモンド・ムピロ・ツツ（1931年 - 、平和運動家、ノーベル平和賞受賞者）
- フローレンス・ナイチンゲール（1820年 - 1910年、近代看護教育の母）
- アラン・ド・ボトン（1969年 - 、哲学者、小説家）
- デビット・ロバート・フォスケット（David Foskett、1949年3月19日 - 、英国高等八裁判官）
- 小谷賢（1973年 - 、歴史学者、国際政治学者、日本大学危機管理学部教授）
- 鶴岡路人（1975年 - 、国際政治学者、慶応大学総合政策学部准教授）
- リチャード・クラーク（1949年 - 、アイルランド教会大司教）
- 北村紗衣（1983年 - 、英文学者、武蔵大学准教授）

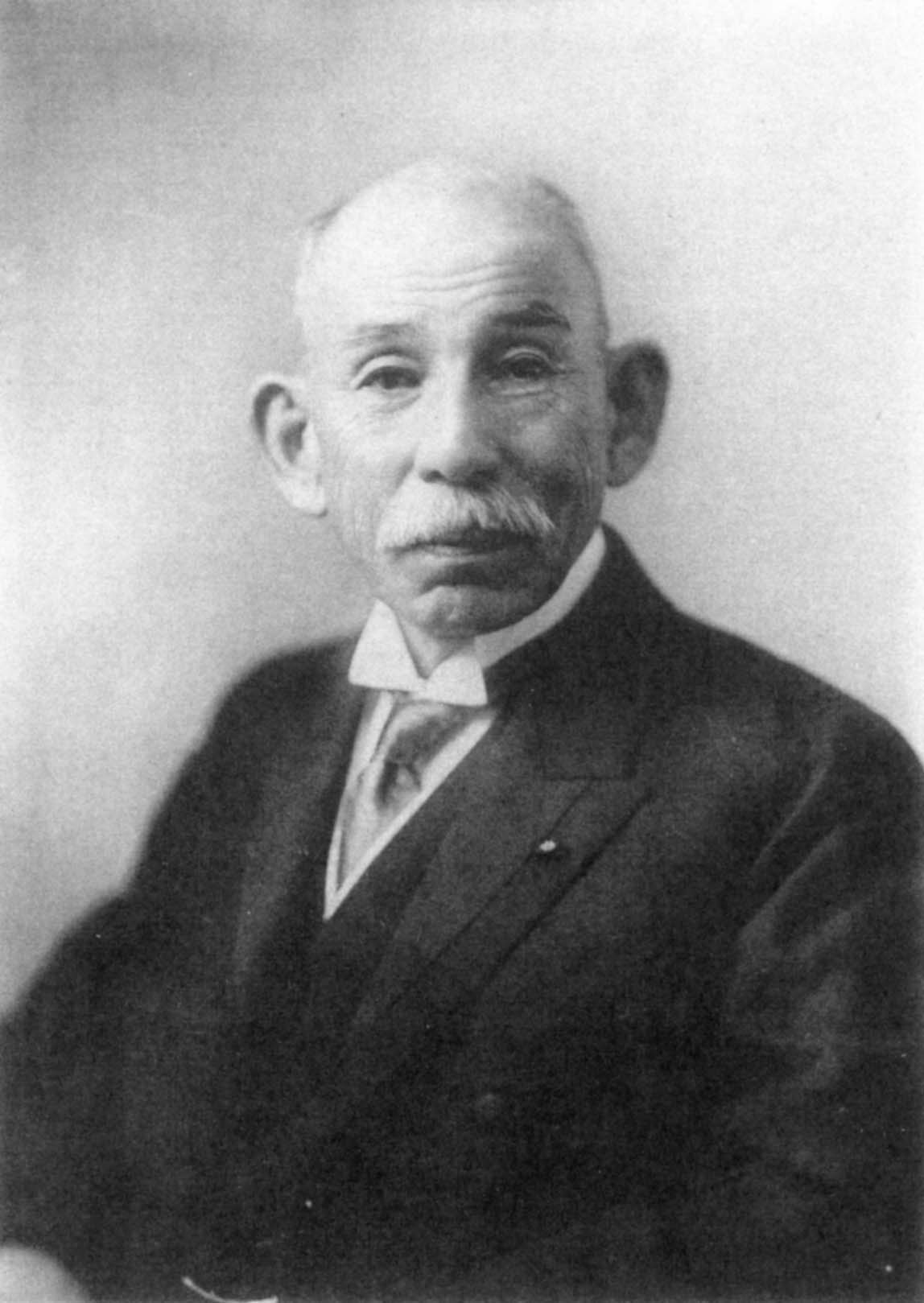
穂積陳重
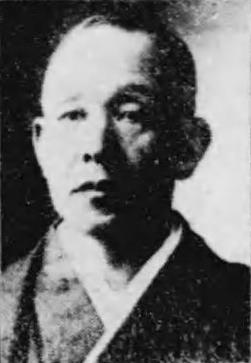
岡村輝彦
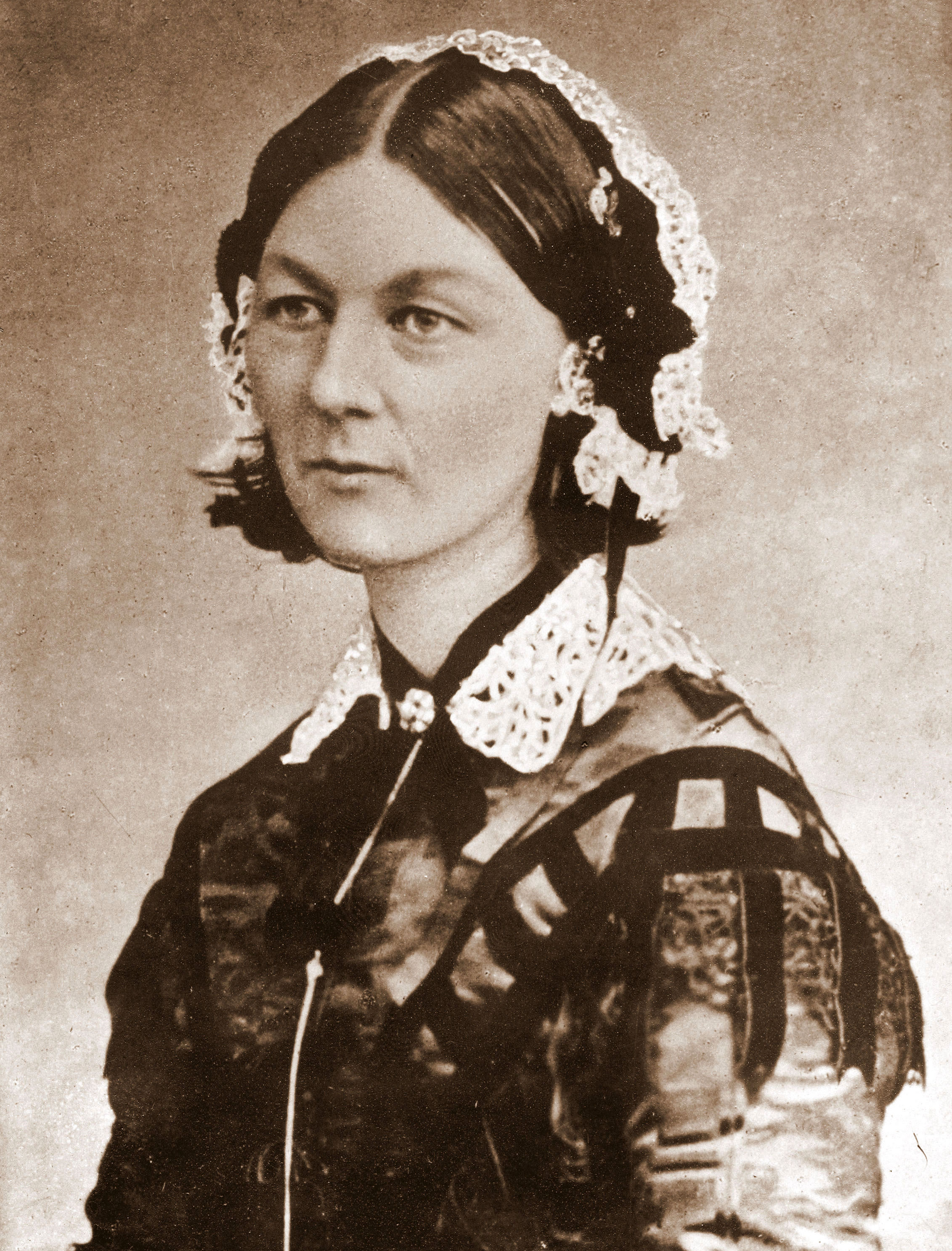
フローレンス・ナイチンゲール
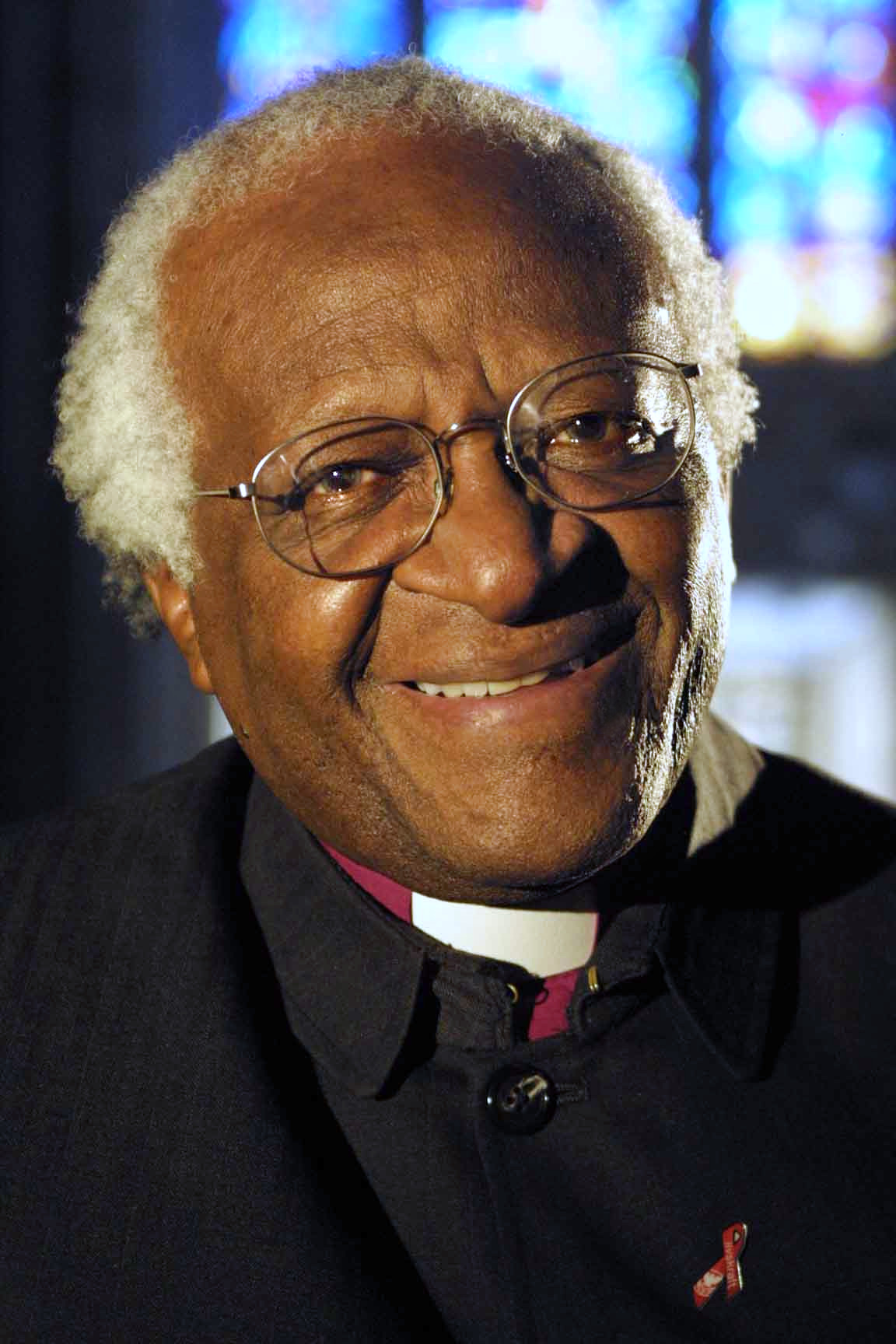
デズモンド・ムピロ・ツツ

#### 文学・芸術
- ジョン・キーツ（1795年 - 1821年、ロマン主義の詩人）
- アーサー・C・クラーク（1917年 - 2008年、SF作家）

ジョン・キーツ
アーサー・C・クラーク

#### 映画・音楽
- グリア・ガースン（女優）
- デレク・ジャーマン（映画監督）
- ケリー・オケレケ（ミュージシャン）
- マイケル・ナイマン（音楽家、脚本家）

#### その他
- 原六郎（1842年 - 1933年、銀行家、実業家、第百国立銀行や横浜正金銀行の頭取、富士製紙や横浜船渠の社長、日本の鉄道・電力会社や理化学研究所の創設支援者）
- 山辺丈夫（1851年 - 1920年、実業家、日本初の組織的紡績工場である大阪紡績〈現・東洋紡〉創業者）
- 中上川彦次郎（1854年 - 1901年、三井合名理事長、三井中興の祖、時事新報社長、山陽鉄道社長、福澤諭吉の甥）
- ウォルター・オーウェン・ベントレー （1888年 - 1971年、実業家、イギリス産自動車の先駆者、ベントレー・モーターズ設立者）

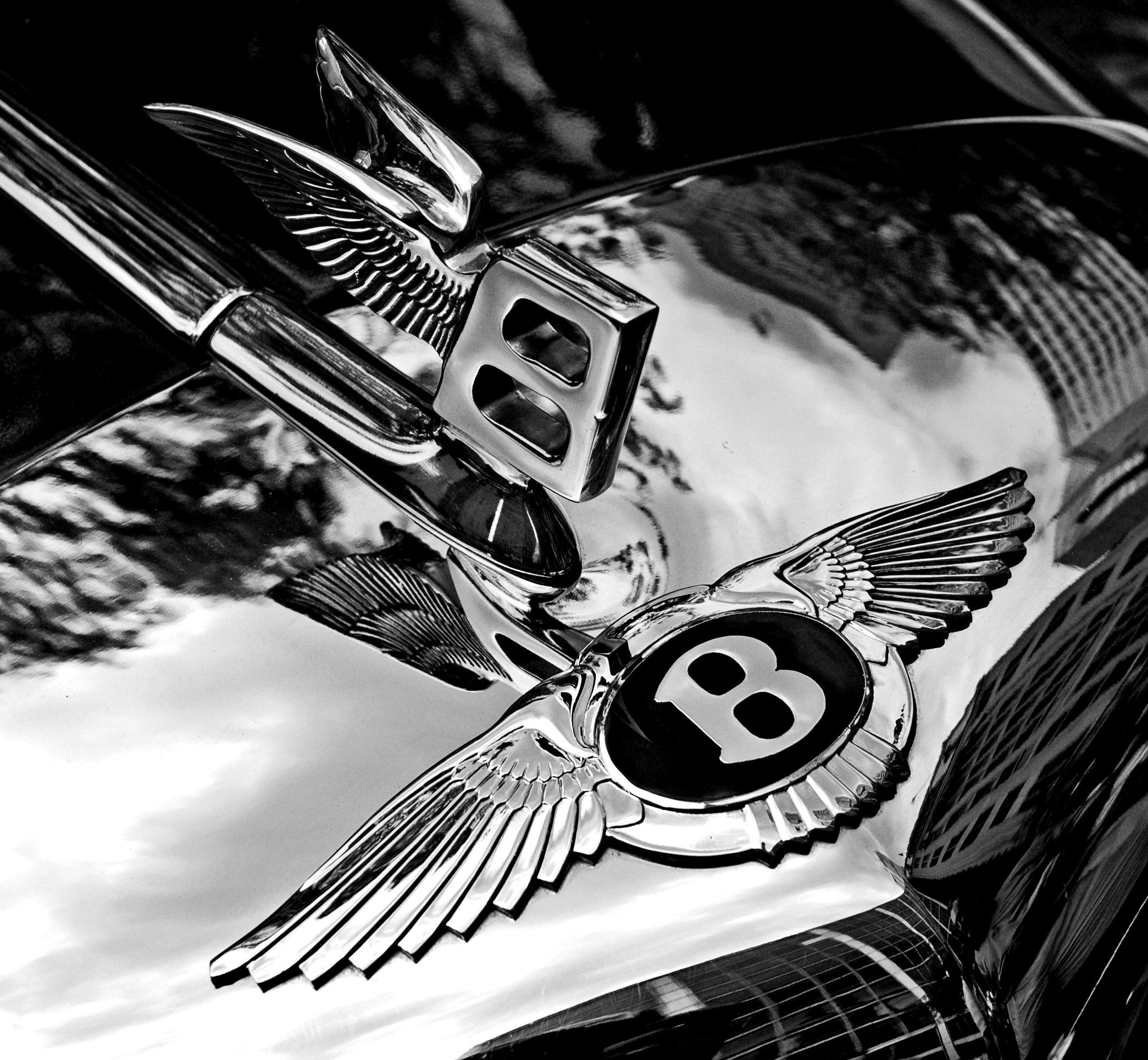
ベントレー・モーターズ

## 日本の大学との関係

### 交換留学提携校
- 東京大学 (ダブルディグリー協定)
- 京都大学
- 一橋大学
- 慶應義塾大学
- 東京医科歯科大学

### 学術交流協定校
- 東京慈恵会医科大学